# Paasoratorium (J.S. Bach)
Kommt eilet und laufet, ihr flüchtigen Füße (BWV 249) (Paasoratorium; Osteroratorium) is een compositie van Johann Sebastian Bach geschreven voor Paaszondag en door hem 'oratorium' genoemd. Naast dit werk werden twee andere composities door Bach met oratorium aangeduid: het Weihnachtsoratorium (BWV 248) en het Himmelfahrtsoratorium (BWV 11). Het werk werd in zijn huidige vorm waarschijnlijk voor het eerst uitgevoerd op Paaszondag in 1735 in plaats van de voor die zondag gebruikelijke paascantate. In stijl, lengte en instrumentatie vertoont het werk overeenkomsten met Bachs wereldlijke cantates.

## Opbouw
1. Sinfonia
2. Adagio
3. Koor: "Kommt, eilet und laufet, ihr flüchtigen Füße"
4. Recitatief (sopraan, alt, tenor, bas): "O kalter Männer Sinn!"
5. Aria (sopraan): "Seele, deine Spezereien"
6. Recitatief (alt, sopraan, bas): "Hier ist die Gruft"
7. Aria (tenor): "Sanfte soll mein Todeskummer"
8. Recitatief (sopraan, alt): "Indessen seufzen wir"
9. Aria (alt): "Saget, saget mir geschwinde"
10. Recitatief (bas): "Wir sind erfreut"
11. Koor: "Preis und Dank"

## Tekst
De tekst van de cantate is waarschijnlijk van Picander (pseudoniem van Christian Friedrich Henrici).

## Bezetting
De cantate is geschreven voor vier zangsolisten, koor, drie natuurtrompetten, trommel, twee hobo's, traverso, twee blokfluiten, fagot,  strijkorkest en basso continuo. De zangsolisten hebben de volgende rolverdeling:
- sopraan: Maria Jacobi
- alt: Maria Magdalena
- tenor: Petrus
- bas: Johannes

## Toelichting

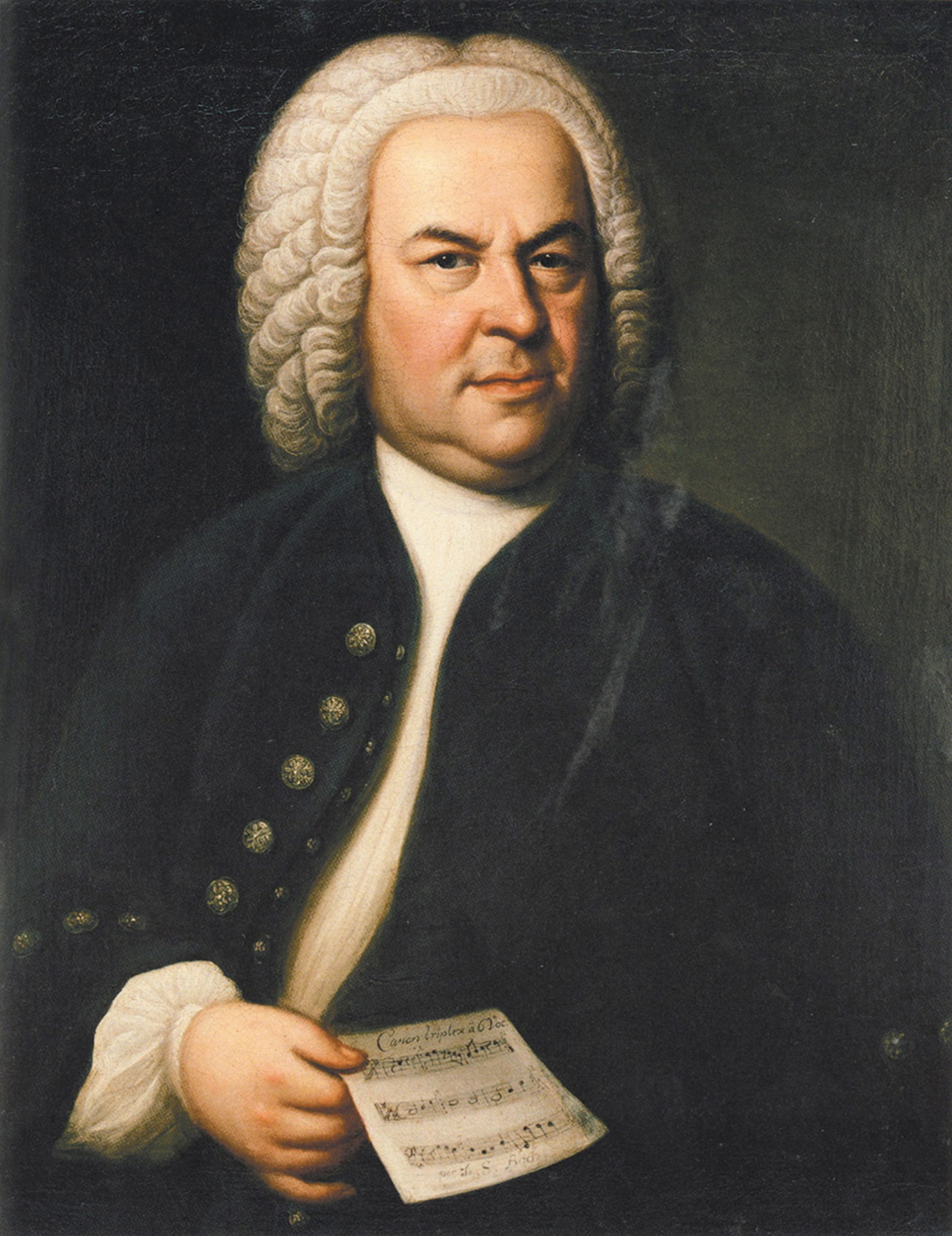
Johann Sebastian Bach

Na de twee instrumentale inleidingen (delen 1 en 2) spoeden Petrus en Johannes zich naar het graf van Christus (deel 3). Daar zijn de beide Maria's al aanwezig. Zij hebben moeten vaststellen dat hun plan om Christus' lichaam te zalven niet meer mogelijk is (deel 4) en dat in plaats van de kruiden slechts de laurierkrans rest (deel 5). Petrus en Johannes horen van Maria Magdalena dat een engel hen de verkondiging van de Opstanding heeft gebracht (deel 6). Petrus vindt de zweetdoek van Christus en leidt hieruit af dat ook zijn eigen dood slechts een sluimering zal zijn, omdat hij met die zweetdoek het bewijs in handen heeft van de Opstanding van Christus (deel 7). Ook de twee vrouwen willen Christus weer zien (deel 8), want zonder hem voelen zij zich, zoals Maria Magdalena in deel 9 zegt, volledig verweesd en bedroefd. Johannes roept op tot vreugde over Christus' Opstanding (deel 10). Gezamenlijk zingen zij een danklied (deel 11)
Het Paasoratorium onderscheidt zich van alle andere geestelijke composities van Bach door een gezongen handeling - dat wil zeggen het verhaal wordt niet door een Evangelist verteld - en door het ontbreken van koralen. Het werk sluit hiermee aan bij de dramatische Italiaanse oratoriumtraditie.
Het werk is een parodie: het oratorium is een bewerking van de voor de verjaardag van Hertog Christian von Saksen-Weissenfels gecomponeerde pastorale cantate Entfliehet, verschwindet, entweichet, ihr Sorgen (23 februari 1725; BWV 249a). Diverse musicologen hebben betoogd dat de twee eerste instrumentale delen mogelijk ontleend zijn aan een feestelijk concerto grosso uit Bachs periode aan het hof van Leopold van Anhalt-Köthen van 1717 tot 1723. Het derde deel (het titelkoor) zou dan een bewerking zijn van de finale daarvan. De nieuwe tekst, aanvankelijk Kommt, fliehet und eilet van Picander sloot aan op de bestaande muziek, die met onder meer drie natuurtrompetten en pauken goed paste bij de Paasviering. Alleen nieuwe recitatieven waren noodzakelijk. Het werk werd op 1 april 1725 voor het eerst uitgevoerd.
Op 25 augustus 1726 gebruikte Bach de muziek opnieuw voor een verjaardagscantate voor Graaf Joachim Friedrich von Flemming, getiteld Die Feier des Genius (BWV 249b), weer op een tekst van Picander (de muziek is hiervan verloren gegaan). De aanduiding 'oratorium' voor de paasversie werd pas in de versie van 1735 gebruikt, en met de nu gebruikelijke tekst. Weer later, in de jaren veertig van de 18e eeuw, heeft Bach het werk opnieuw bewerkt en het duet Kommt, eilet und laufet (deel 3) omgewerkt tot een vierstemmig koor.
Gebruikelijk was het Paasverhaal scenisch uit te voeren; de cantate zou daarom als een Paasspel moeten worden gezien.
De cantate begint met twee instrumentale delen (Sinfonia en Adagio), vermoedelijk uit een sinfonia uit Bachs tijd in Köthen. Volgens Dürr zou de instrumentale versie van deel 3 (het titelkoor) de finale van de oorspronkelijke sinfonia kunnen zijn geweest.

## Geselecteerde discografie
- Paasoratorium, solisten en Collegium Vocale o.l.v. Philippe Herreweghe (harmonia mundi HMC 90513)
- Paasoratorium, Gabrieli Consort and Players o.l.v. Paul McCreesh (DGG-Archiv 469 5312)
- Paasoratorium, solisten en Bach Collegium Japan o.l.v. Masaaki Suziki (Bis SACD-1561)